# Suzy Batkovic
Suzy Batkovic-Brown (Newcastle, 17 december 1980) is een Australische basketbalspeelster. Ze nam driemaal deel aan de Olympische Spelen en behaalde hierbij twee zilveren en één bronzen medaille.

## Clubbasketbal
Batkovic begon haar loopbaan in eigen land bij Australian Institute of Sport, waarmee ze in 1999 kampioen werd in de Australische WNBL. Ook in het seizoen 2000-2001 werd Batkovic Australisch kampioen, dit keer met de Sydney Panthers. Nadien trok ze naar Union sportive Valenciennes Olympic waar ze in 2003 Frans kampioen werd. In 2003 werd ze ook een eerste keer gedraft door de Seattle Storm in de WNBA, maar ze kwam geen enkele wedstrijd in actie. In 2004 won ze met Valenciennes ook de Euroleague. 
Nadien trok ze naar Ros Casares Valencia om in 2005 opnieuw uit te komen voor de Seattle Storm, waarvoor ze dit keer 29 keer in actie kwam. Nadien speelde Batkovic in Rusland voor UMMC Jekaterinenburg. In het seizoen 2005-2006 werd Batkovic ook opgenomen in het EuroLeague World All-Star team. Na een seizoen in Italië bij Taranto Cras Basket, trok Batkovic in 2009 opnieuw naar de Seattle Storm. Nadien trok ze terug naar haar thuisland, waar ze achtereenvolgens speelde voor Sydney Uni Flames, Canberra Capitals en Adelaide Lightning. Vanaf het seizoen 2013-2014 komt Batkovic terug uit voor de Townsville Fire.

## Nationaal elftal
Batkovic werd voor het eerst geselecteerd voor de 'Opals' in 1999. In 2004 nam Batkovic een eerste keer deel aan de Olympische Spelen in 2004. Het Australische team bereikte de finale, maar verloor in deze finale van de Verenigde Staten met 74-63. Ook in 2008 ging Batkovic met de zilveren medaille naar huis: op de Olympische Spelen in 2008 in Peking was opnieuw de Verenigde Staten te sterk. In 2012 maakte Batkovic een derde keer deel uit van de Australische olympische selectie. De Australische vrouwen troffen de Verenigde Staten dit keer al in de halve finales, waarin ze uitgeschakeld werden. In de kleine finale won Australië van de Russische selectie, zodat Batkovic een derde Olympische medaille in ontvangst mocht nemen.

## Erelijst

### Als clubspeelster
Union sportive Valenciennes Olympic
- Frans landskampioen: 2003
- Winnaar Euroliga: 2004

 Taranto Cras Basket
- Italiaans landskampioen: 2009

 Australian Institute of Sport
- Australisch landskampioen: 1999

 Sydney Panthers
- Australisch landskampioen 2001

 Adelaide Lightning
- WNBL MVP: 2012, 2013

 Townsville Fire
- WNBL MVP: 2014

### Als international
Australië
- 2002:  Oceanisch kampioenschap
- 2002:  WK
- 2003:  Oceanisch kampioenschap
- 2004:  OS Athene
- 2008:  OS Peking
- 2012:  OS Londen